# Thủy điện Xuân Minh
Thủy điện Xuân Minh là thủy điện xây dựng trên sông Chu tại vùng đất thôn Xuân Minh xã Xuân Cẩm, huyện Thường Xuân tỉnh Thanh Hoá, Việt Nam .
Thủy điện Xuân Minh có công suất lắp máy 15 MW với gồm 02 tổ máy, sản lượng điện hàng năm 65,1 triệu KWh, khởi công tháng 9/2016, hoàn thành tháng 09/2018 . Trước đây dự án dự kiến hoàn thành tháng 11/2018 .